# Centro de Estudios y Documentación de las Brigadas Internacionales
El Centro de Estudios y Documentación de las Brigadas Internacionales (CEDOBI) es un centro de investigación y documentación especializado en las Brigadas Internacionales con sede en la ciudad española de Albacete.
El CEDOBI no se ubica en Albacete por casualidad. La ciudad de Albacete fue, durante la Guerra Civil, la sede del Cuartel General y centro de formación de las Brigadas Internacionales, miles de voluntarios (cerca de 60 000) que llegaron a España procedentes de todo el mundo para luchar en la guerra. Albacete se convirtió, con  ello, en el centro de la memoria mundial de las Brigadas Internacionales.  El Centro de Estudios y Documentación de las Brigadas Internacionales es el único centro de estas características que existe en España.

## Historia
El Centro de Documentación de las Brigadas Internacionales se creó el 22 de septiembre de 1989, bajo la dependencia del Instituto de Estudios Albacetenses, con el objetivo de potenciar la investigación y la recuperación de material referente a las Brigadas Internacionales. El 2 de octubre de 2003 la Universidad de Castilla-La Mancha fundó el Centro de Estudios y Documentación de las Brigadas Internacionales, que se sumaba al centro creado con anterioridad. A finales de 2012 se fusionaron ambos centros en el actual Centro de Estudios y Documentación de las Brigadas Internacionales, un centro mixto de investigación y documentación más grande y fuerte dependiente tanto de la Universidad de Castilla-La Mancha como del Instituto de Estudios Albacetenses.

## Misión

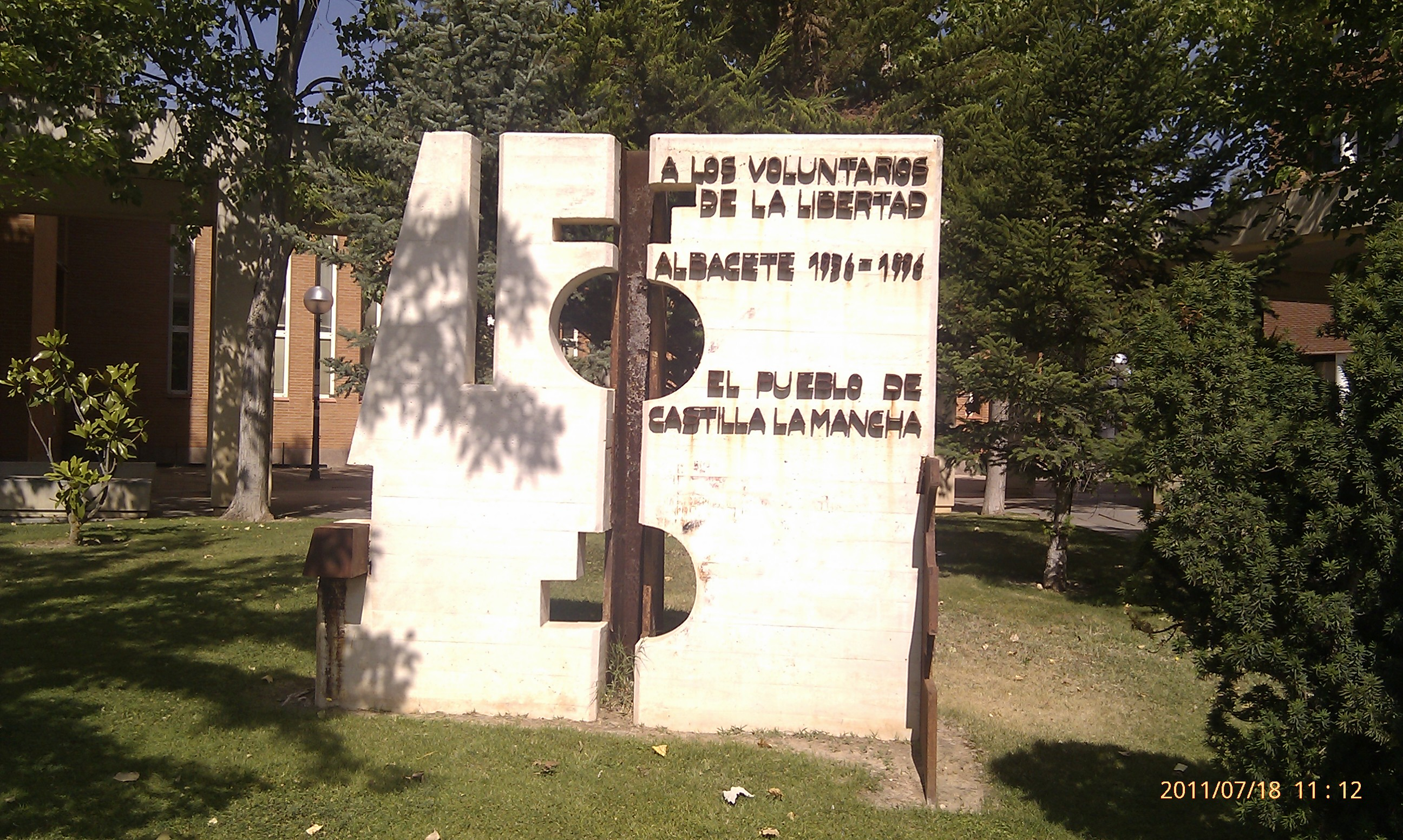
Monumento a las Brigadas Internacionales situado en la ciudad de Albacete.

El objetivo fundamental del Centro de Estudios y Documentación de las Brigadas Internacionales es la investigación y la documentación y recuperación de todo tipo de material sobre las Brigadas Internacionales. Además, en su seno se realizan cursos de doctorado y conferencias y congresos impartidas por los expertos en la materia a nivel mundial. El CEDOBI colabora con instituciones similares de otros países. La divulgación es otra de las funciones primordiales del centro.

## Organización
El Centro de Estudios y Documentación de las Brigadas Internacionales cuenta con dos directores: Juan Sisinio Pérez Garzón, por parte de la Universidad de Castilla-La Mancha, y Antonio Selva Iniesta, del  Instituto de Estudios Albacetenses. La Comisión Rectora está formada por 6 miembros, 3 de la UCLM y 3 del IEA. La Comisión Asesora del centro está integrada por 22 miembros de todo el mundo: historiadores, brigadistas y profesores de Universidad de lugares tan diversos como Argentina, Alemania, Austria, México o Cuba, y de instituciones tan importantes como la Universidad Complutense de Madrid, la Universidad de Londres, el Consejo Superior de Investigaciones Científicas o la Universidad de Columbia.